# SourceForge
SourceForge este un repozitoriu web de coduri sursă și un sistem de gestiune al dezvoltării de software. El servește drept o locație centralizată pentru dezvoltatorii de software, oferindu-le posibilitatea de a controla și gestiona proiecte software libere și cu sursă deschisă. SourceForge este primul care a început a oferi asemenea servicii pentru proiectele libere și open source. În martie 2014, SourceForge găzduia peste 430.000 de proiecte și avea peste 3,7 milioane de utilizatori înregistrați. Domeniul sourceforge.net a atras cel puțin 33 de milioane de vizitatori în luna august 2009, conform unui studiu Compete.com.

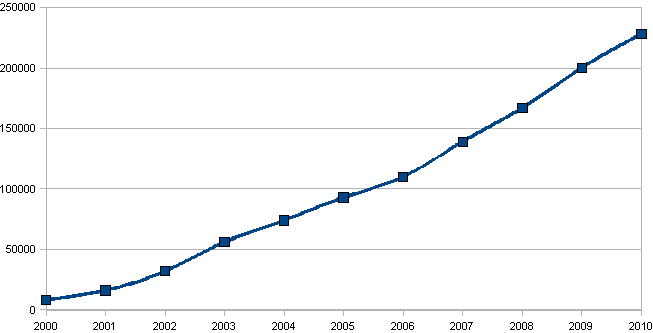
Numărul de proiecte găzduite începând cu 2000

SourceForge oferă acces liber la găzduire și unelte pentru dezvoltatorii de software liber / open source, concurând cu alți provideri cum ar fi GitHub, RubyForge, Tigris.org, BountySource, Launchpad, BerliOS, JavaForge, GNU Savannah și Gitorious.

## Proiectul lunii
Din 2002 SourceForge desemnează lunar „Proiectul lunii”.
| 2014 | eXo Platform, Freeplane, ApexDC, Free Pascal Compiler, Universal Media Server, Clover EFI bootloader, Minsky                                                                                   |
| 2013 | cpuminer, Password Safe, BleachBit, West Point Bridge Designer and Contest, TeXstudio, winPenPack, ReactOS, FileBot, SuperTuxKart, PostBooks, Kiwix, DOSBox                                    |
| 2012 | JStock, Rigs of Rods, ProjectLibre, PeaZip, XOOPS, Liferay Portal, 0 A.D., Luminance HDR, Elastix, Scribus, Boost, HyperSQL                                                                    |
| 2011 | TICO, The Number Race, GCompris, iTALC, Moodle, Tux Paint, OpenPetra, odt2braille, NVDA, eGuideDog, CiviCRM                                                                                    |
| 2010 | Snort, Gutenprint, jEdit, Ghostscript, Wireshark, Scintilla, OpenNMS, LAME, Mantis, Arianne, Notepad++, Clonezilla                                                                             |
| 2009 | OpenGTS, Mumble, Sweet Home 3D, Medical, eyeOS, Piwik, Silex, DOSBox, dotProject, Frets on Fire, ZK, TinyMCE                                                                                   |
| 2008 | OrangeHRM, shareaza, concrete5, WinSCP, Enomalism, Kablink, PowerFolder, MindTouch, ehcache, Hyperic HQ Enterprise Monitoring                                                                  |
| 2007 | Firebird, Barcode4J, Openbravo, Inkscape, Scorched 3D, Art of Illusion, Zenoss Core, FreeCol, FreeNAS                                                                                          |
| 2006 | Rosegarden, Pentaho, Linux NTFS file system support, openQRM, Sahana disaster management system, Stellarium, Filesystem in Userspace, CMU Sphinx, FreeMind, Nullsoft Scriptable Install System |
| 2005 | FCKeditor, NHibernate, MediaWiki, MinGW, Gourmet, JasperReports, Nagios, Robosapien Dance Machine, net-snmp, OGRE, ClamWin, RSSOwl                                                             |
| 2004 | TortoiseCVS, PearPC, SugarCRM, Azureus, Bochs, Audacity, AWStats, eGroupWare, BZFlag, Mailman, Compiere, phpBB                                                                                 |
| 2003 | PhpGedView, FileZilla, Gallery, TightVNC, Boa Constructor, Tikiwiki, MegaMek, POPFile, JBoss, TUTOS, Crystal Space, SquirrelMail                                                               |
| 2002 | phpMyAdmin, Fink, Gaim |